# Hadaikum
Hadaikum (Hadean, někdy Priscoan) je nejstarší období (eon) ve vývoji Země. Datuje se do období před 4,6 až 4 miliardami let (Ga). Pro toto období je charakteristický vznik zemské kůry a později oceánů. Název je odvozen od Háda, řeckého boha podsvětí. Toto neklidné období bylo plné sopečných výbuchů a dopadajících meteoritů.

## Velký impakt

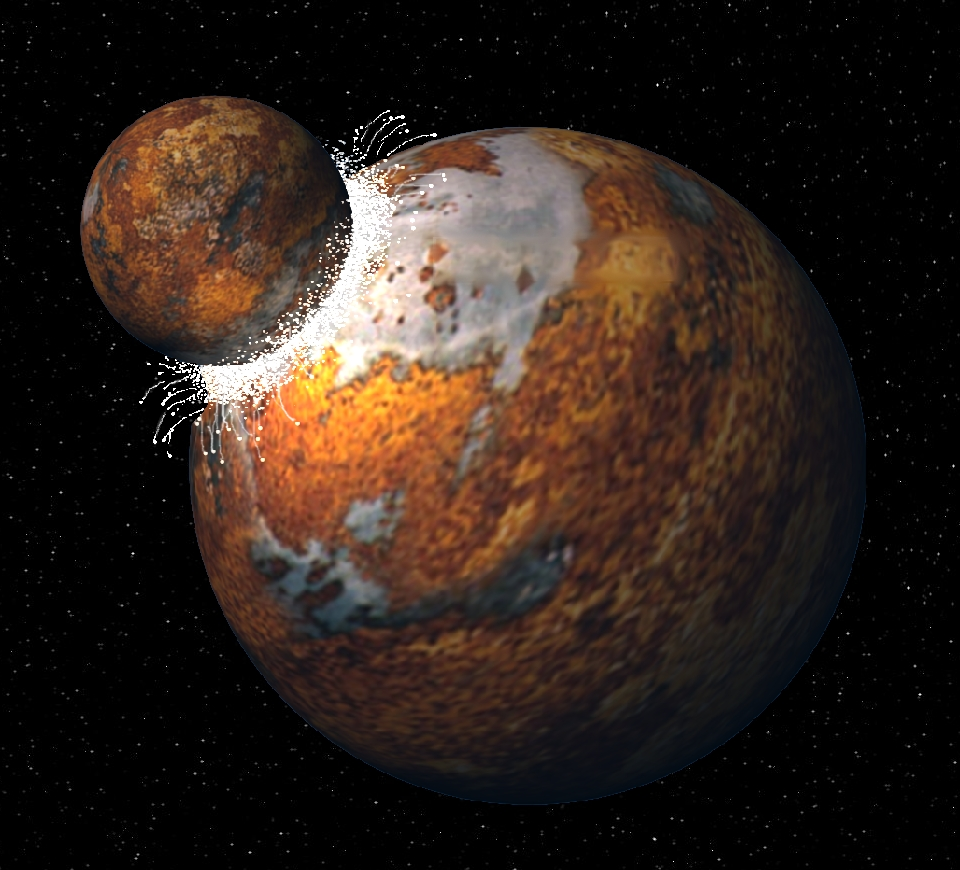
Umělecká představa vzniku Měsíce

Zhruba před 4 540 miliony let pravděpodobně došlo k mimořádně silné srážce Země s tělesem velikosti Marsu (označovaným v rámci této teorie názvem Theia). Tato teoretická událost je označována jako Velký impakt. Na oběžnou dráhu Země mělo přitom být vyvrženo obrovské množství materiálu, ze kterého se později zformoval Měsíc. Předpokládá se, že při této srážce do vesmíru unikla prvotní atmosféra, ale také je možné, že tuto atmosféru při zvýšené teplotě zemská gravitace zkrátka neudržela.

## Atmosféra, hydrosféra
V raném stádiu byla Země extrémně žhavá a vyzařovala do vesmíru mnoho energie. Tím se postupně ochlazovala a mohlo docházet ke vzniku prvních ker pevného povrchu. Tyto kry, pohybující se po stále žhavém povrchu, se spojovaly a znovu tříštily. Z mezihvězdného plynu, který obsahoval množství vodíku a helia, ale také methan, amoniak a jiné látky, se vytvořila prvotní atmosféra. Meteority, dopadající na chladnoucí planetu, přinášely zmrzlou vodu. Led se při nárazu měnil v páru a ta, v kombinaci s jinými plyny, tvořila nad Zemí těžké mraky.
Asi před 3 900 miliony let vznikla vlivem rozsáhlé sopečné činnosti druhá atmosféra, složená z vodní páry (70–80 %), dusíku a oxidu uhličitého. V menším množství obsahovala i oxid siřičitý, oxid uhelnatý, methan, amoniak, vodík, kyselinu chlorovodíkovou a jiné plyny.
V období před 3 900 až 3 800 miliony let ustalo rozsáhlé bombardování planety, což umožnilo další ochlazení a zkondenzování vody v mracích. Docházelo tak k hustým, dlouhotrvajícím dešťům. Voda zaplňovala veškeré prolákliny a krátery na zemském povrchu a vytvářela první vodní plochy. Již tato prvotní moře byla slaná, neboť se v nich rozpouštěly soli, usazené na zemském povrchu.

## Vliv vzájemného působení s Měsícem
Nově zformovaný Měsíc byl velice blízko planetě Zemi, obíhal ji nízko. Jejich vzájemná vazba tedy měla zásadní vliv na prostředí na Zemi i na samotný Měsíc:
- Vzájemné slapové síly během pouhých 200 let úplně zabrzdily rotaci Měsíce a svázaly jeho rotaci se Zemí. Rotace Země, po nárazu Theiy ještě divoká, se zbrzdila. I dnes ještě pozvolna klesá.
- Slapové síly Měsíce na povrchu roztavené Země nejprve pomáhaly pohybům magmatu: Horniny se snáze diferencovaly podle hustoty, snáze z nich unikaly plyny.
- Slapové síly ovlivňovaly i vznikající atmosféru: Vznikalo „počasí“, slapy poháněly proudění v atmosféře a tedy podporovaly bouře a srážky. Tím rychleji přišly první deště a opět vznikly první krusty hornin, druhý povrch. Slapové síly sice tyto krusty lámaly, tvoříce na lávě vlny, vliv dešťů však nakonec převážil a na povrchu vznikla moře. Byť byla dna údolí blíže k jádru a žhavějšímu magmatu, díky chladivému účinku (horké) tekuté vody byla vrstva pevného povrchu silnější pod vodou, než na vrcholcích kopců bez vody.
- Slapové síly měly vliv i na tato nová moře: Blízký Měsíc způsoboval přílivové vlny vysoké řádově kilometr. To při nízkém profilu pevného povrchu, ještě bez pohoří, dále napomáhalo dalšímu ochlazování povrchu i daleko ve vnitrozemí, i bez přítomnosti deště. Z povrchu se do moří smývaly soli, horkou vodou se rozpouštěly minerály.

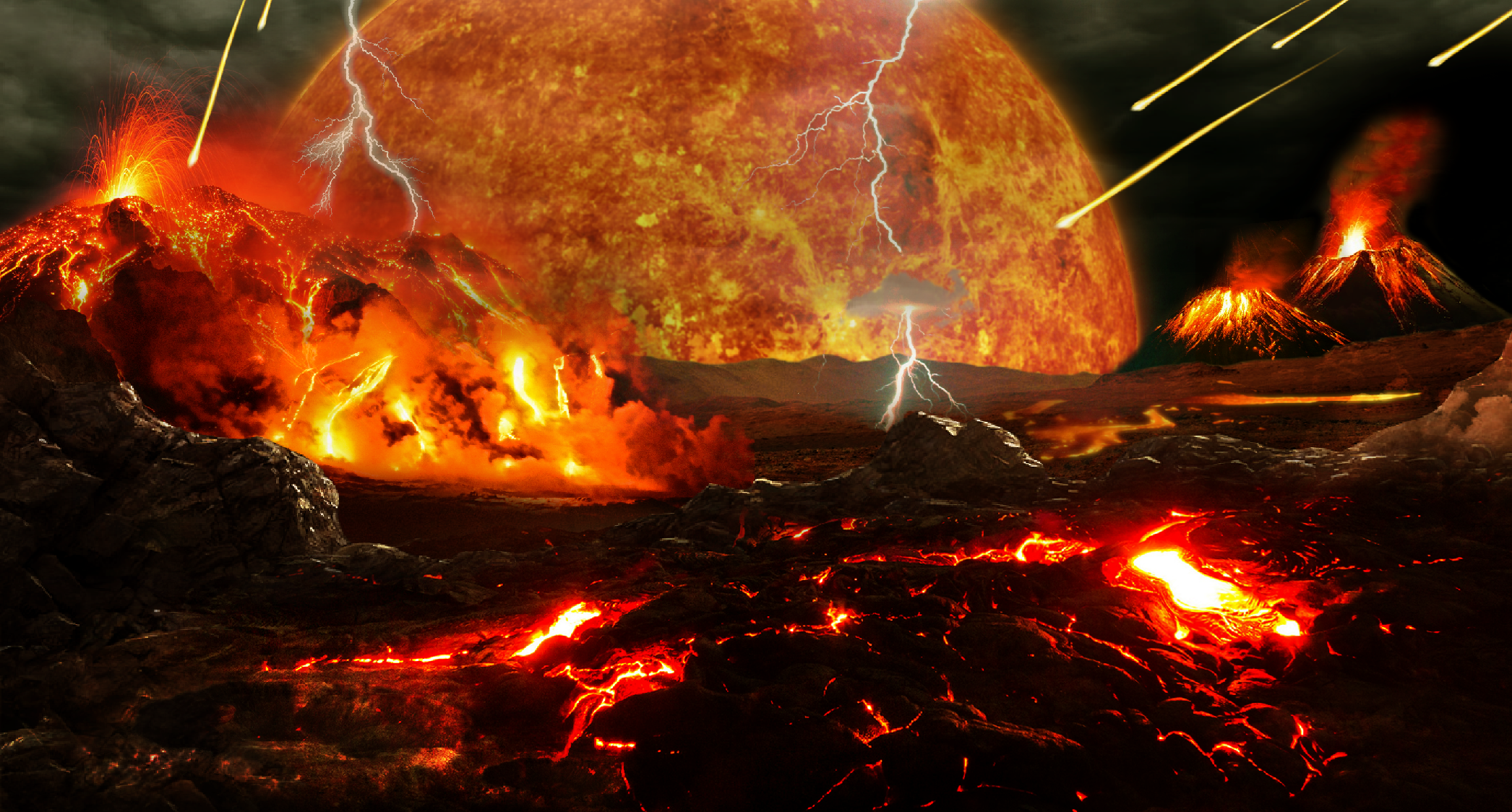
Ztvárnění představy rané Země

Vznik hlubších oceánů a vyšších pohoří byl možný až se zeslabením vlivu slapových sil, tedy až když Měsíc převzal energii z povrchu Země a po jeho urychlení na vyšší-vzdálenější oběžnou dráhu. Byť jsou přílivové vlny na Zemi způsobovány Měsícem, který tak brzdí rotaci Země, Země se pod Měsícem rychle otáčí a přílivová vlna pod Měsícem podbíhá, předbíhá ho: A díky slapové vazbě se dopředný pohyb vodní masy vln přenáší zpět na Měsíc a způsobuje jeho dopředné urychlování. Vyšší rychlost Měsíce na orbitě se zas změní na potenciální energii na vyšší oběžné dráze, kde se ve výsledku pohybuje dokonce pomaleji. I dnes je ještě Měsíc zemskými deformacemi ze slapových sil urychlován, a tak se vzdaluje: řádově o 2 cm za rok.
Urychlující tah slapových sil působí plynule, na nižších drahách silněji: Ve výsledku vzájemné slapové síly a existence přílivových vln na Zemi napomáhají stabilizaci výšky oběhu Měsíce a vyhlazení jeho (případně) eliptické dráhy na kruhovou.

## Geologie

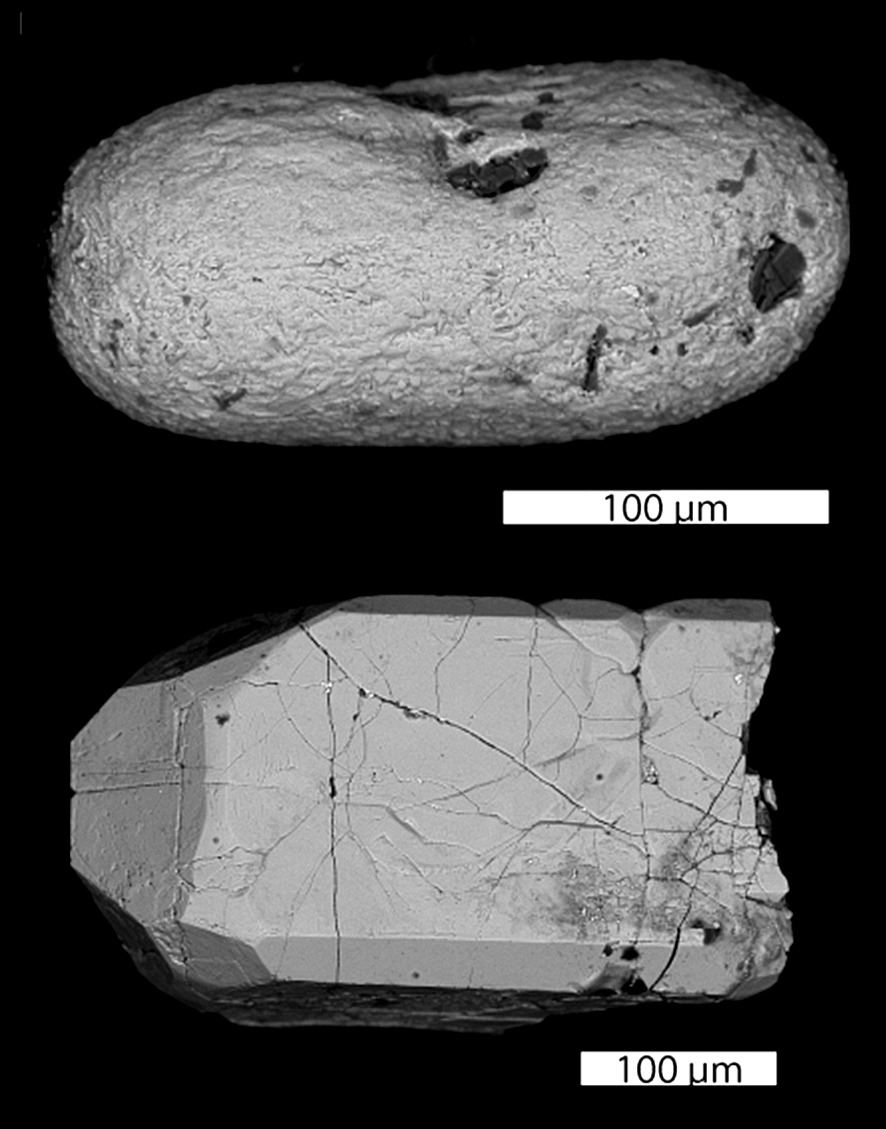
Zirkon z Jack Hills, Narryer Gneiss Terrane, západní Austrálie (4.404 ± 0.008 Ga)

Zemské těleso se poměrně rychle ochlazovalo, a to i kvůli nižšímu výkonu mladého Slunce. Na povrchu Země se začala tvořit pevná zemská kůra. Nedochovalo se z ní však do současnosti téměř nic.
V Austrálii i Kanadě byly nalezeny krystaly zirkonů, pocházející až z doby před 4 404 miliony let. Zřejmě se jedná o pozůstatky nejstarší zemské kůry, která byla rozbita následnými geologickými procesy a jejíž relikty se pak uložily v mladších horninách.
- Jack Hills (Austrálie) – horniny obsahující zirkony staré až 4 404 milionů let
- Nuvvuagittuq greenstone belt (Kanada) – horniny staré až 4 280 milionů let, nejstarší známé horniny na Zemi
- Acasta Gneiss (Kanada) – horniny staré až 4 031 milion let

## Biosféra
Z tohoto období nebyl spolehlivě doložen žádný život.